# جیان ویلانته
جیان ویلانته (انگلیسی: Gian Villante؛ زادهٔ ۱۸ اوت ۱۹۸۵) ورزشکار هنرهای رزمی ترکیبی اهل ایالات متحده آمریکا است. وی بین سال‌های ۲۰۰۹ تا ۲۰۲۱ میلادی فعالیت می‌کرد.